# Salem (Virginie)
Pour les articles homonymes, voir Salem.
Salem est une ville indépendante de Virginie, aux États-Unis.